# Nerverna
Nerverna är ett album av och med den svenska artisten Mattias Alkberg, utgivet som LP på Ny våg Records (Ny Våg #123) och som CD på A West Side Fabrication (BUF42) 2009. Skivan var hans första under eget namn (innan hade han gett ut skivor med bandet Mattias Alkberg BD). 

## Låtlista
1. "Nya Nya testamentet"
2. "Sarin över Luleå"
3. "Jag bara tänkte, liksom, att"
4. "Andra känner"
5. "Alla hade gått hem!"
6. "Visst vet du att jag skiter i allt"
7. "Döden byter upp sig"
8. "Nåt i pajhålet"
9. "Nerverna"
10. "Jag är en antenn"
11. "Blödare"
12. "Kom och lägg dig"

## Listplaceringar
| Lista (2009) | Topplacering |
| ------------ | ------------ |
| Sverige      | 45           |

### Fotnoter
1. ↑  Listplacering